# 二台子站
二台子站位于辽宁省凤城市二台子村，为沈丹铁路上的一个货运火车站。建于1960年。
距离沈阳站213公里，丹东站64公里，隶属沈阳铁路局管辖。现为四等站。
1. ↑  铁道部电子计算技术中心, 铁道部运输局. . 北京: 中国铁道出版社. 1998: 134. ISBN 9787113030995.